# Jan Kazimierz Zaremba
Jan Kazimierz Zaremba (ur. 1 stycznia 1906 w Morawie Ostrawskiej na Śląsku Cieszyńskim, zm. 7 lutego 1983 w Katowicach) – polski filolog klasyczny, profesor Uniwersytetu Śląskiego, członek Polskiej Akademii Umiejętności i Polskiej Akademii Nauk.

## Życiorys
Jan Kazimierz Zaremba urodził się w 1 stycznia 1906 w Morawskiej Ostrawie, pochodził z rodziny ziemiańskiej, ojciec inżynier Bolesław Zaremba pracował w hucie w Witkowicach był także właścicielem majątku w Stróżach Niżnych. Jan Zaremba po ukończeniu szkoły powszechnej na dalszą edukację został wysłany w 1916 do Krakowa do IV Gimnazjum i Liceum im. Henryka Sienkiewicza.
W czasie nauki w gimnazjum Zaremba był harcerzem Związku Harcerstwa Polskiego, należał do zastępu „Puchaczy”. W 1920 zastępowi: Władysław Kański, Bronisław Rudziński oraz Jan Kazimierz Zaremba założyli nową drużynę harcerską, z czasem drużyna powiększała się, składała się z pięciu zastępów, liczyła 35 harcerzy. Zastępowym I zastępu został Jan Zaremba. 24 czerwca 1921r.  drużyna uzyskała status V Drużyny  Harcerzy im. Mariana Langiewicza należała do Hufca Krakowskiego. Zaręba  w V drużynie prowadził  także zajęcia z gromadą zuchów  „Czajek”. W  czasie  Mistrzostw Chorągwi Krakowskiej  (3-4 czerwca 1922)   6 osobowy patrol V drużyny zajął pierwsze miejsce,  składzie patrolu był także Zaremba.  W  lipcu 1923  Zaremba zorganizował obóz harcerski  o nazwie „Psi kłopot II”.  Od  marca  1923 do września 1924 drużynowym  został   Jan Kazimierz Zaremba, w tym czasie podczas jednej  wycieczek harcerzy w okolice Krakowa, do wąwozu w Bolechowicach zainaugurowano obrzęd nadawania mian puszczańskich, pierwsze imię nadano Emilowi Wyrobkowi „Zdobywca Ostoi” oraz Kazimierzowi Świrtuń-Rymkiewiczowi  „Śmiały Łazęga”. W  lipcu 1924 zorganizowano kolejny  obóz harcerski „Psi kłopot II”,  komendantem tego obozu był Jan Zaremba,  obóz harcerski był zlokalizowany w pobliżu dworu Zarembów w Stróżach Niżnych. W  czasie obozu utworzono tzw. Krąg "Dziada Pały" a Jan Kazimierz  Zaremba  otrzymał imię puszczańskie  „Brodaty żubr”  (później „Chomik Skrzętny”, „Jeż Szperacz ”).  W  latach 1924–1926 Zaręba  napisał tekst do hymnu  V Drużyny Harcerskiej  „Białej piątki” oraz był jednym z redaktorów  czasopism harcerskich wydawanych w V KDH, były to czasopisma: „Płomienie” dla starszych harcerzy oraz „Wilczek” dla zuchów.
W 1924 po ukończeniu gimnazjum został przyjęty na Wydział Filozoficzny Uniwersytetu Jagiellońskiego w Krakowie, gdzie studiował filologię polską. Pod kierunkiem prof. Ignacego Chrzanowskiego obronił w 1933 doktorską o „Anonimie Protestancie”. Następnie Zaremba podjął pracę nauczyciela w gimnazjach: w Sosnowcu, Mysłowicach, Boguminie. Podczas studiów pisał swoje pierwsze utwory literackie, nawiązał kontakt ze środowiskiem młodych twórców śląskich, opublikował swoje utwory literackie w piśmie literackim „Fantana”, jego utwory literackie emitowane były także w Rozgłośni Polskiego Radia w Katowicach. Głównym tematem prac badawczych i dydaktycznych Zaremby była literatura staropolska regionalna – śląska. Pod koniec 1930 wraz z pisarzami: Janem Baranowiczem, Wilhelmem Szewczykiem, Aleksandrem Widerą założył grupę literacką która była nazywana Zespołem Literackim „Kuźnica”. Ta grupa literacka jako nowe pokolenie pisarskie wychowane w niepodległej Polsce miała ambicje podniesienia jakości życia literackiego na Śląsku, integracji regionu śląskiego z resztą kraju, także w dziedzinie kultury. Z czasem ta grupa literacka wydawała własny miesięcznik literacki „Fantana” stąd też później grupę nazywano Zespołem Literackim „Fantana”.

Na podstawie scenariusza napisanego  przez Jana Zarembę Polskie Radio wyemitowało audycję radiową na żywo, słuchowisko pt.„Larum w obozie”  w reżyserii Zbigniewa Lipczyńskiego.  Premiera  spektaklu radiowego miała miejsce 31 sierpnia 1939 o godz. 21.30, było to ostatnie słuchowisko radiowe na kilka godzin przed najazdem wojsk niemieckich na Polskę. Do napisania tekstu audycji teatralnej Zarembę zainspirowała  twórczość  Sępa-Szarzyńskiego, Wacława Potockiego, Samuela Twardowskiego, muzykę napisał Jarosław Leszczyński, w audycji wykorzystano także dawne pieśni rycerskie w tym także pieśń Bogurodzica.
Po wybuchu II wojny światowej i śmierci ojca, Zaremba zamieszkał wraz z żoną i dwiema córkami w dworze w Stróżach. Podczas okupacji niemieckiej uczestniczył w tajnym nauczaniu wraz z profesorem matematyki Hugo Steinhausem.
Po zakończeniu II wojny światowej, na skutek przemian ustrojowych, Zaremba powrócił do pracy w szkolnictwie. Założył gimnazjum w Bobowej, w którym w latach 1945–1947 pełnił funkcję dyrektora. W czerwcu 1950 został skierowany przez Ministerstwo Oświaty do Katowic, aby tam założyć Państwową Wyższą Szkołę Pedagogiczną. Jan Zaremba na utworzonej nowej uczelni został mianowany prorektorem, pełnił tę funkcję do 1956. Następnie został kierownikiem Katedry Historii Literatury Polskiej (do 1968).
W 1956 powstało Wydawnictwo Wyższej Szkoły Pedagogicznej w Katowicach, Jan Zaremba był przewodniczącym komitetu redakcyjnego tego wydawnictwa (1962–1968).
Od października 1966 do marca 1967 przebywał we Francji gdzie uzyskał stypendium Rządu Francuskiego na prowadzenie badań dotyczących poety Adama Mickiewicza, jego wykładów i kontaktów z francuskimi przyjaciółmi. W czasie kwerend w Bibliotece Polskiej w Paryżu analizował materiały z literatury staropolskiej Jana Andrzeja Morsztyna i listy Urszuli Radziwiłłowej i jej męża Michała Radziwiłła. W 1968 r. został powołany w Katowicach Uniwersytet Śląski, Zaremba na tym uniwersytecie pełnił funkcję Dyrektora Instytutu Filologii Polskiej (1969–1973), a do roku 1976 zajmował stanowisko Kierownika Zakładu Historii Literatury Staropolskiej, Oświeceniowej i Romantycznej.
Jan Kazimierz Zaremba przeszedł na emeryturę w 1976, wciąż prowadził zajęcia dydaktyczne wykłady i seminaria magisterskie. Pod jego kierunkiem powstało ponad dwieście prac magisterskich, w tym ponad sto o tematyce śląskiej, był promotorem jedenastu rozpraw doktorskich poświęconych literaturze ogólnopolskiej i śląskiej.
Plany wydania „Śląskiego Korbutu”, bibliografii śląskiej literatury podejmował Kazimierz Piekarski, jednak wybuch II wojny światowej zniweczył jego zamierzenia. Jan Zaremba w 1980 roku ponownie zainicjował powstanie „Śląskiego Korbutu” który miał objąć zakres bibliograficzny literacki, obejmujący pisarzy regionu śląskiego ze wszystkich okresów literackich do 1922 roku. Pierwszy tom „Śląskiego  Korbutu” który był wzorowany na „Nowym Korbucie”, powstał pod redakcją Jana Zaremby oraz Marii Pawłowiczowej został wydany w 1980 jako Tom II pt. „Bibliografia piśmiennictwa polskiego na Śląsku XVII i XVIII w.". Tom ten zawierał:  107 haseł opisujących pisarzy śląskich, z uwzględnieniem różnych źródeł słowa pisanego: literackiego, naukowego w tym także  religijnego.
Zmarł 7 lutego 1983 roku w Katowicach, tam też został pochowany.
W 2015 roku ogłoszono „Plebiscyt na katowiczanina 150-lecia”, jedną z wyróżnionych osób które wpisały się w historię Katowic był Jan Kazimierz Zaremba.

## Życie prywatne
Był żonaty z Wandą Semkowicz-Zarembiną doktorem historii mediewistyki. Ojcem Wandy Semkowicz-Zarembiny jest profesor Władysław Semkowicz.

## Najważniejsze prace
- Polscy pisarze na Śląsku po wojnie trzydziestoletniej (Wrocław 1969)
- Adam Gdacjusz. Wybór pism (Warszawa 1969)
- Polska literatura na Śląsku. Cz. 1. (Katowice 1971)[18]

## Ordery i odznaczenia
- Krzyż Komandorski Orderu Odrodzenia Polski
- Medal Komisji Edukacji Narodowej
- Odznaka tytułu honorowego „Zasłużony Nauczyciel Polskiej Rzeczypospolitej Ludowej” (1976)

## Biliografia
- Tyrowicz Maria „Wyższa Szkoła Pedagogiczna w pierwszym piętnastoleciu rozwoju: 1946-1961” Kraków (1965) s. 79–80.
- „Słownik pisarzy śląskich. T. 4", Katowice 2013, Wydawnictwo Uniwersytetu Śląskiego, ISBN 978-83-226-2165-3.